# Ziaran
Ziaran (persiska زیاران) är en stad i Iran, cirka 61 kilometer nordväst om huvudstaden Karaj. Ziaran ligger i provinsen Qazvin och har 4 279 invånare.